# Subkowy
Subkowy est un village polonais de la voïvodie de Poméranie et du powiat de Tczew. Il est le siège de la gmina de Subkowy et comptait 2626 habitants en 2021. 